# هيو فين
هيو فين (بالإنجليزية: Hugh Finn)‏ هو محامي وسياسي نيوزلندي، ولد في 1847، وتوفي في 1927. انتخب عضو مجلس النواب النيوزيلندي.